# Dysmicoccus rapaneae
Dysmicoccus rapaneae är en insektsart som beskrevs av Williams och Granara de Willink 1992. Dysmicoccus rapaneae ingår i släktet Dysmicoccus och familjen ullsköldlöss. Inga underarter finns listade i Catalogue of Life.